# Saint-Privat-de-Vallongue
Saint-Privat-de-Vallongue är en kommun i departementet Lozère i regionen Occitanien i södra Frankrike. Kommunen ligger i kantonen Saint-Germain-de-Calberte som tillhör arrondissementet Florac. År 2022 hade Saint-Privat-de-Vallongue 248 invånare.

## Befolkningsutveckling
Antalet invånare i kommunen Saint-Privat-de-Vallongue
| Referens: INSEE |